# Familia Brâncoveanu

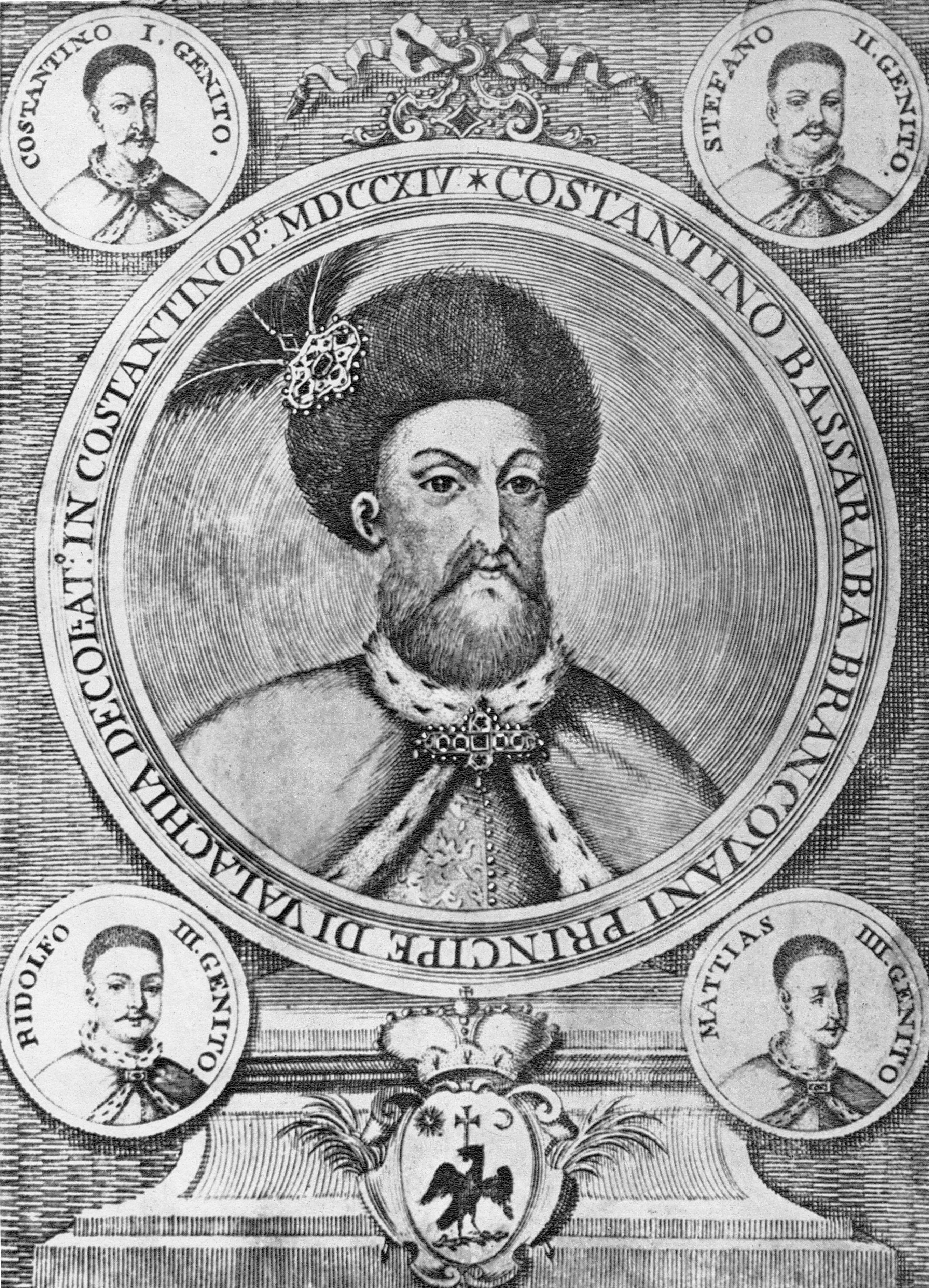
Constantin Brâncoveanu și cei patru fii (în medalioane)

Familia Brâncoveanu a fost o familie boierească din Țara Românească, descinsă din Basarabești. În secolul al XVII-lea, cel mai important reprezentant al familiei a fost Preda Brâncoveanu, personaj apropiat și înrudit cu voievodul Matei Basarab. Preda a deținut mari dregătorii și a fost stăpânul unor moșii considerabile, care i-au revenit moștenire nepotului său Constantin Brâncoveanu, care a ajuns voievod al țării, menținându-se în domnie peste 25 de ani. Acesta a fost mazilit și decapitat cu fii săi la Istanbul la 15/26 august 1714. 
Descendența directă pe linie masculină a continuat prin nepotul domnului, botezat tot Constantin  — care a supraviețuit evenimentului de la  Constantinopol  — și s-a stins în 1832 cu Grigore Brâncoveanu. Deși familia n-a mai dobândit niciodată domnia țării, reprezentanții s-au plasat totuși în secolele XVIII și XIX în cele mai înalte dregătorii. Grigore Brâncoveanu a adoptat o rudă a soției sale (rudă care era descendentă pe linie feminină a voievodului), numele fiind astfel transmis mai departe după 1832.

## Istoria familiei
Familia Brâncoveanu, purtând același numele ca și moșia de baștină, a început să se impună pe plan politic, militar și diplomatic de pe vremea lui Mihai Viteazul, când membri ai ei erau prezenți în Divanul țării, pe câmpuri de luptă și în misiuni diplomatice. Astfel, odată cu declinul Craioveștilor, începea să câștige teren, braț la braț cu Goleștii, Bălenii, Bălăcenii și Cantacuzinii.
După cum arăta istoricul Constantin Șerban, făcând recurs la Virgiliu Drăghiceanu, curtea de la Brâncoveni a familiei s-a dezvoltat cu timpul într-o reședință impunătoare, fiind înzestrată cu bastion, foișor, contraforturi și o palisadă în vale, fiind mai târziu înconjurată de un șanț de apă care era alimentat din râul Olt de un canal lung de câțiva kilometri.

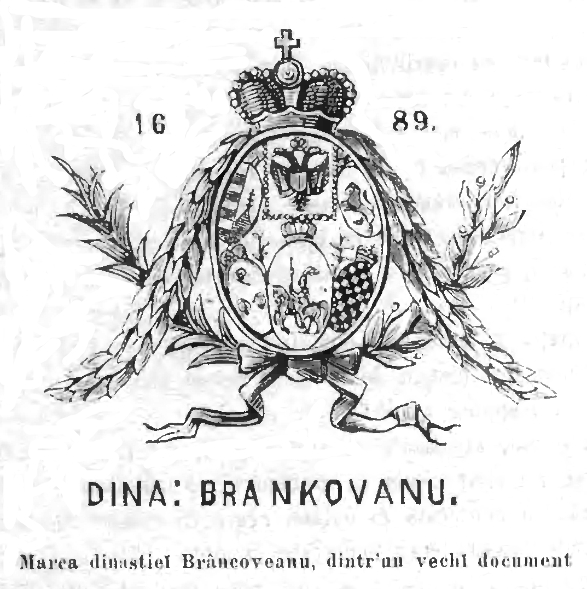
Stema familiei Brâncovenilor - litografie publicată de Dimitrie Papazoglu în anul 1891

Preda Brâncoveanu era unul dintre cei mai influenți boieri din divanul țării pe vremea lui Matei Basarab și a ocupat înalta dregătorie de mare logofăt pe vremea lui Constantin Șerban. Boierul Preda era de asemenea cel mai bogat om din Oltenia, renumele mergându-i până la Constantinopol, unde făcea negoț cu animale și bunuri. Pe fiul său Papa l-a căsătorit cu Stanca Cantacuzino, fiica influentului boier Constantin Cantacuznio postelnicul.
În primăvara anului 1655 a avut loc răscoala seimenilor și dorobanților împotriva lui Constantin Șerban, care hotărâse la sfatul boierilor lui să-i concedieze și să îi trimită din țară pe mercenarii în mare parte sârbi. Întreaga familie Brâncoveanu, împreună cu marele logofăt se afla la casele din București. În răscoală a murit Papa Brâncoveanu. Marele logofăt s-a putut salva plătindu-le răsculaților o mare sumă de bani, iar Constantin a fost salvat de slugi, care l-au substituit cu un copil de țigan.
Un alt eveniment care a zguduit familia a avut loc în timpul domniei lui Mihnea al III-lea, care s-a dovedit foarte crud față de boieri, din frică de a-și pierde tronul și din dorința de a le confisca averile, sub pretextul hainiei. În timp ce familia Cantacuzino a fugit din țară, Preda Brâncoveanu a rămas și a suferit soarta multor boieri, fiind ridicat de la Târgoviște și dus în casele domnești, unde a fost sugrumat. După acest episod, Stanca Brâncoveanu și-a luat cei trei copii și s-a mutat la moșia de la Mărgineni a tatălui ei.
Din cei trei copii ai lui Papa și Safta Brâncoveanu, doar Constantin a avut la rândul său copii.
Constantin III Brâncoveanu s-a întors din pribegie împreună cu bunica lui, care i-a acordat o atenție specială, întrucât era singurul continuator pe linie masculină al familiei. Familia Brâncoveanu a ajuns prin el (după căderea bruscă din 1714) din nou în prim-planul vieții politice. Constantin a ajuns mare ban în Țara Românească, cea mai înaltă dregătorie după domnie. A fost căsătorit cu Maria, fiica lui Toma Crișant Coflogeanu (căsătorit cu o fiică a lui Mihai Cantacuzino).
Constantin a avut doi fii, Emanuel și Nicolae. Nicolae a fost căsătorit de trei ori, însă nu avut la rândul său copii. Emanuel s-a căsătorit cu Zoe Sturdza, fiica lui Dumitru Sturdza. Au avut doi copii, Elena și Grigore Brâncoveanu. Odată cu Grigore s-a sfârșit descendența din bărbat în bărbat a Brâncovenilor.

## Alte ramuri
Familia a dat un mare număr de urmași prin descendenții fiicelor lui Constantin Brâncoveanu, la mijlocul secolului al XIX-lea putând fi numărate peste 200 de persoane în viață care se trăgeau din Constantin Brâncoveanu.
Descendenți ai familiei care au jucat un rol politic important au fost conducătorul Eteriei Alexandru Ipsilanti, domnii Gheorghe Bibescu și Barbu Știrbei, premierii Barbu Catargiu, Nicolae Kretzulescu, Gheorghe Grigore Cantacuzino (poreclit „Nababul”) și George Manu.

## Persoane
- David Brâncoveanu (d.1597), căsătorit cu Maria, vara lui Matei Basarab.
- Preda Brâncoveanu (d. 1658), căsătorit cu Păuna Grecianu.
- Papa Brâncoveanu (d. 1655), căsătorit cu Stanca Cantacuzino
- Constantin Brâncoveanu (n. 1654 – d. 1714 ), căsătorit cu Marica
- Constantin II (n. 1683 – d. 1714), căsătorit cu Ana Balș
- Ștefan (n. 1685 – d. 1714)
- Radu (n. 1690 – d. 1714)
- Matei (n. 1702 – d. 1714)
- Constantin III (n.1707 – d.1757)
- Emanuel sau Manoil Brâncoveanu
- Nicolae Brâncoveanu
- Grigore Brâncoveanu (n.1767 – d.1832), căsătorit cu Safta Balș
- Zoe Brâncoveanu (n.1805 –  d.1892), căsătorită cu domnitorul Gheorghe Bibescu
- Grigore Bibescu-Basarab (n.1827 –  d.1886)

## Legături externe
- Heraldica familiei Brâncoveanu (sec. XVII-XX), Tudor-Radu Tiron, academia.edu